# 아트 런드

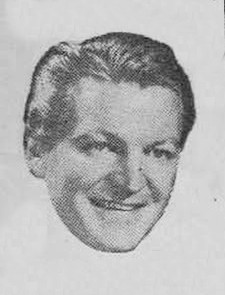

아트 런드(Art Lund, 1915년 4월 1일 ~ 1990년 5월 31일)는 미국의 텔레비전 배우, 영화배우, 가수, 연극 배우이다.
솔트레이크시티에서 태어났다.

## 영화
- 금단의 섬 (1987년)
- 서부의 형제 (1976년)
- 베이비 블루 머린 (1976년)
- 벅타운 (1975년)
- 흑인 시저 (1973년)
- 라스트 아메리칸 히어로 (1973년) - 엘로이 잭슨 서 역
- 몰리 맥과이어스 (1970년)
- 딜론 보안관 (1955년)